# Clovia boitardi
Clovia boitardi är en insektsart som först beskrevs av Xavier Montrouzier 1855.  Clovia boitardi ingår i släktet Clovia och familjen spottstritar. Inga underarter finns listade i Catalogue of Life.